# Nyodes lutescens
Nyodes lutescens là một loài bướm đêm trong họ Noctuidae.